# Portador mayoritario
En electrónica y específicamente en teoría de semiconductores, se denominan portadores mayoritarios a las partículas cuánticas encargadas del transporte de corriente eléctrica que se encuentran en exceso en un material semiconductor dopado como tipo N o tipo P. 
En un semiconductor tipo N, el cual consiste en un material semiconductor puro al cual se le han agregado átomos de otro elemento químico que posea al menos un electrón adicional al que posee naturalmente dicho semiconductor (usualmente Fósforo, Arsénico o Antimonio); hay en total más electrones libres debido a los átomos de las impurezas agregadas, que huecos, por lo cual en este tipo de material semiconductor, los electrones son los portadores mayoritarios, mientras que los huecos (o carencia de electrones), son los portadores minoritarios.
Para el caso de un semiconductor tipo P, que consisten en un material semiconductor puro al cual se le han agregado átomos de otro elemento químico que pertenece al grupo III de la tabla periódica de los elementos (usualmente Aluminio, Galio o Indio) los portadores mayoritarios son los huecos, mientras que los portadores minoritarios son los electrones.
- Datos: Q9061850